# Жданов, Александр Павлович (физик)
Алекса́ндр Па́влович Жда́нов (1 августа 1904, дер. Кобылино Вологодской губернии — 12 апреля 1969, Ленинград) — советский физик, один из видных участников создания советской атомной бомбы. За открытие новых видов расщепления атомных ядер, вызывыемых космическими лучами, изложенное в статье «Аномальное расщепление ядер брома и серебра космическими лучами» награждён Сталинской премией (1946 год).

## Биография
Родился в 1904 году в деревне Колыбино Вологодской губернии в семье крестьян.
С 1918 года работал посыльным, параллельно учился в вечерний школе. В 1922 году по направлению поступил в Петроградский университет, который окончил в 1929 году.
Работал в Радиевом институте: научно-технический сотрудник (1925—1930), с 1930 г. — аспирант, с 1934 г. — старший научный сотрудник, заведующий лабораторией, специалист в области изучения космических лучей. Занимался получением и измерением препаратов из эманации радия.
Доктор физико-математических наук (1940). Профессор (1940).
В 1934—1938 годах выполнил большой цикл работ, которые позволили превратить качественный, иллюстративный метод ядерных фотоэмульсий в количественный.
В 1939 году организовал лабораторию по изучению космических лучей методом ядерных фотоэмульсий. Научная деятельность была прервана Великой Отечественной войной, но уже в 1944 году в Physical Review была опубликована статья А. П. Жданова, М. Ю. Дейзенрот и Н. А. Перфилова «Аномальная частота ядерных распадов, вызванных космическими лучами». За эту работу Александр Павлович получил Сталинскую премию.
Данное исследование внесло значимый вклад в последующие разработки технологий и практической их реализации в СССР, направленных на создание оружия массового поражения с использованием ядерной энергии.
После войны лаборатория продолжила свою работу.
Скончался Александр Павлович Жданов 12 апреля 1969 года.

## Награды и премии
- орден Ленина
- орден Трудового Красного Знамени (10.06.1945)
- медали
- Сталинская премия второй степени (1946) — за открытие новых видов расщепления атомных ядер, вызываемых космическими лучами, изложенное в статье «Аномальное расщепление ядер брома и серебра космическими лучами» (1945)